# علی‌آباد سفلی (مرودشت)
علی‌آباد سفلی (مرودشت)، روستایی از توابع بخش کامفیروز شهرستان مرودشت در استان فارس ایران است.

## جمعیت
این روستا در دهستان کامفیروز جنوبی قرار دارد و براساس سرشماری مرکز آمار ایران در سال ۱۳۸۵، جمعیت آن ۱٬۱۸۴ نفر (۲۶۴خانوار) بوده‌است.